# Inekon Т8М-700IT
Т8М-700IT e серия 8-осни трамваи, произведени от компанията Inekon в Острава, Чехия на базата на дълго експлоатираните шестосни мотриси Т6М-700 произведени от Трамкар в София.
Извършена цялостна модернизация, която фактически представлява ново строителство, тъй като единствените елементи запазени след модернизацията са структурни греди, опорните талиги на средната секция и пантографите.
Прототипът с инвентарен номер 2401 влиза в експлоатация през 2009 г. и е зачислен в трамвайно депо „Красна поляна“. С тази серия се прави огромна стъпка към повишаване на комфорта за пътниците, енергоефективността и намаляване на шумовите показатели. Пътническият салон е оборудван с ергономични седалки, ефективно отопление, а добавената средна секция е нископодова и позволява превоз на трудноподвижни лица и детски колички.
Към 2012 г. всички 18 броя мотриси обслужват най-натоварената трамвайна линия в София, линия 5.
През 2021 г. заради започналия ремонт на трасето по бул. Цар Борис трети и скъсяването на маршрута на линия 5 до ж.к.Бъкстон, мотриси са пуснати и по линия 4.

## Технически характеристики[1]
- Колоосна формула: B0′ 2′ 2′ B0′
- Междурелсие: 1009 mm
- Дължина: 26 620 mm
- Ширина: 2250 mm
- Максимална височина: 3100 mm
- Тегло – празна мотриса: 30 040 kg
  - при 4 пътника/m2: 41 780 kg
  - при 6 пътника/m2: 46 360 kg
  - при 8 пътника/m2: 50 930 kg
- Конструктивна (максимална) скорост: 60 km/h
- Максимално преодоляван наклон: 60 ‰
- Номинално напрежение на контактния проводник: +600 V DC (-30%, +20%)
- Тягови двигатели – 4 броя – тип: TAM1004C/1000 (Прагоимекс)
- номинална мощност: 90 kW
- номинално напрежение: 400 V
- номинален ток: 158 A
- номинална честота: 67 Hz
- Тягови инвертори – 4 броя – тип: TV Europulse – CAC 100AM / Cegelec